# Licze (przystanek kolejowy)
Licze – zlikwidowany przystanek osobowy i ładownia, a dawniej stacja kolejowa, w Liczach na linii kolejowej nr 218 Prabuty – Kwidzyn, w województwie pomorskim.